# Линия Дюранда

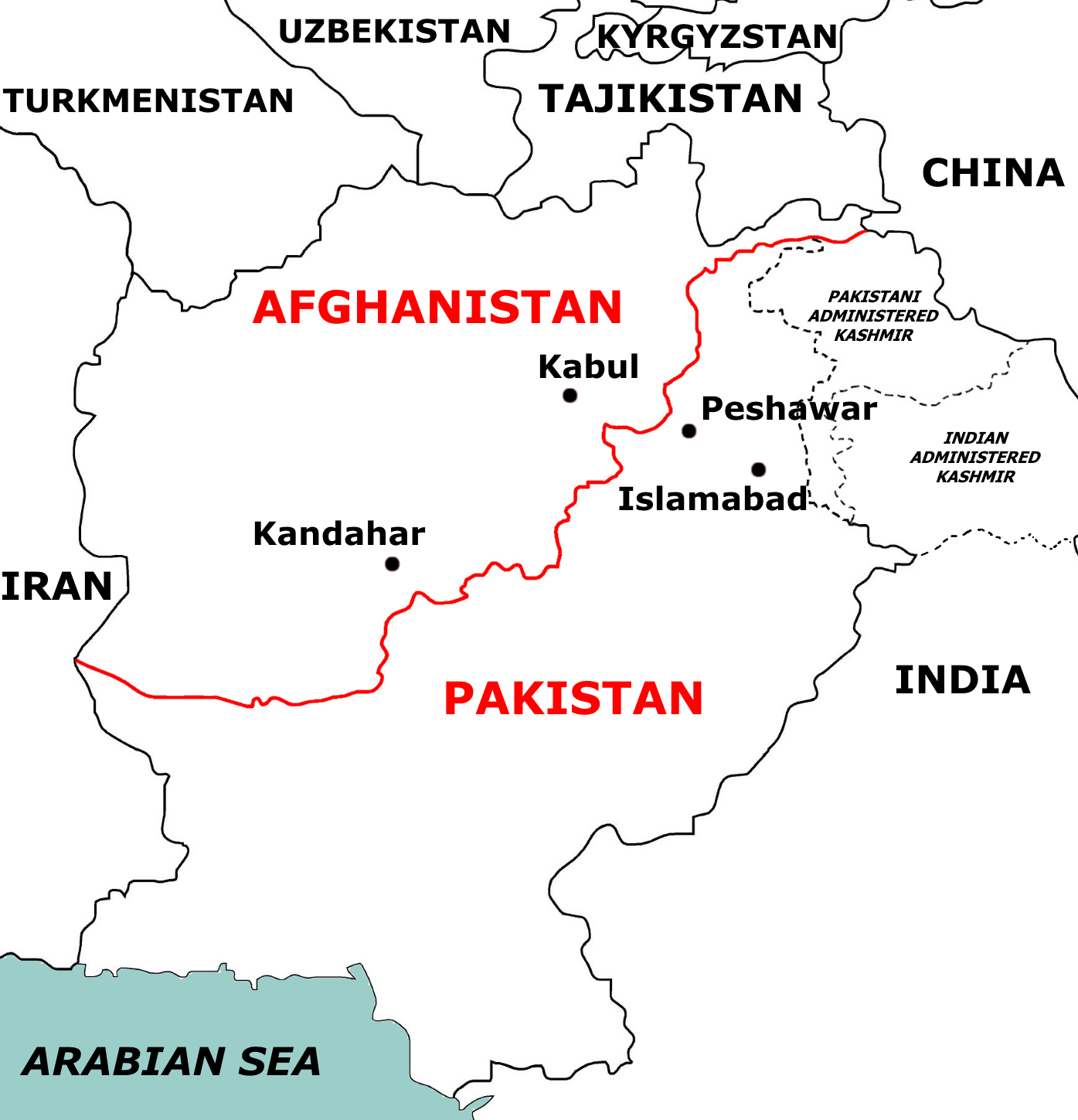
Линия Дюранда между Афганистаном и Пакистаном

Ли́ния Дюра́нда (англ. Durand Line; пушту د ډیورنډ کرښه‎; урду ڈیورنڈ لائن‎; дари خط دیورند) — практически неразмеченная 2640-километровая граница между Афганистаном и Пакистаном.
Возникла в результате двух англо-афганских войн, в которых Великобритания пыталась расширить Британскую Индию. Данная линия является результатом переговоров в 1893 году между афганским эмиром Абдур-Рахманом и секретарём индийской колониальной администрации сэром Мортимером Дюрандом.

## дальнейшее чтение
- History and arguments on the Durand Line (английский язык)